# Adam Rooney
Adam Christopher David Rooney (ur. 21 kwietnia 1988 w Dublinie) – irlandzki piłkarz występujący na pozycji napastnika. Król strzelców Scottish Premiership w sezonie 2014/15.